# Pieve di San Pietro (Pianezza)
La pieve di San Pietro è il più antico edificio religioso (XII secolo) di Pianezza, in provincia di Torino.

## Storia
Il primo documento storico in cui viene citato, è il diploma imperiale di Federico Barbarossa del 26 giugno 1159 , in cui vengono concessi dei privilegi territoriali all'allora vescovo di Torino Carlo I. Di notevole rilevanza storica e artistica, la pieve fu eretta in stile romanico lombardo nel XII secolo, sulle rive del fiume Dora Riparia e dedicata a san Pietro, molto probabilmente come conquista dell'allora cattolicesimo romano lungo le vie romee.
L'interno si propone a unica navata, con decorazione pittorica iniziata da Giacomo Jaquerio e dalla sua scuola, agli inizi del XV secolo; suggestiva rimane la Crocifissione al fondo dell'abside. è anche presente un solo affresco di Aimone Duce contemporaneo del Jaquerio, raffigurante San Sebastiano trafitto dalle frecce.

Di pregio altresì le pitture rinascimentali della cappella dei Provana, già feudatari di Collegno e Pianezza, l'affresco dell'Annunciazione e quello vicino al portale, dedicato a San Floriano, forse a protezione dell'incendio di Pianezza del 1469, quindi ancora il trigramma "IHS", a ricordo della presenza della Confraternita del Santissimo Nome di Gesù a Pianezza durante il XV secolo.